# 天主教荷蘭軍中教長區
天主教荷蘭軍中教長區（拉丁語：Ordinariatus castrensis Nederlandiae）是荷蘭一個天主教的軍中教長區，直屬聖座，負責牧養信奉天主教的荷蘭軍人及其家眷。
軍中教長區主教座堂位於海牙，2004年時有21名司鐸和4名修士。教長現時出缺，宗座署理為毅霍·若望·德永。軍中代牧區於1957年4月16日成立，1986年7月21日升為教長區。